# Liste der denkmalgeschützten Objekte in Dorfgastein
Die Liste der denkmalgeschützten Objekte in Dorfgastein enthält die 8 denkmalgeschützten, unbeweglichen Objekte der Gemeinde Dorfgastein.

## Denkmäler
| Foto |                 | Denkmal                                                                   | Standort                                              | Beschreibung | Metadaten |
| ---- | --------------- | ------------------------------------------------------------------------- | ----------------------------------------------------- | --- | --- |
| ja   | Datei hochladen | Pfarrhof HERIS-ID: 27322 Objekt-ID: 23839                                 | Dorfstraße 33 Standort KG: Dorfgastein                | Der im Kern barocke zweigeschoßige Pfarrhof südlich der Kirche wurde 1735 erbaut. | BDA-Hist.: Q37910296 Status: § 2a Stand der BDA-Liste: 2025-06-30 Name: Pfarrhof GstNr.: .3 Pfarrhof Dorfgastein                                    |
| ja   | Datei hochladen | Schule HERIS-ID: 27328 Objekt-ID: 23845                                   | Schulstraße 2 Standort KG: Dorfgastein                | → Hauptartikel : Volksschule Dorfgastein f1 | BDA-Hist.: Q37910360 Status: § 2a Stand der BDA-Liste: 2025-06-30 Name: Schule GstNr.: .192 Volksschule Dorfgastein                                 |
| ja   | Datei hochladen | Kath. Pfarrkirche hll. Rupert und Virgil HERIS-ID: 27314 Objekt-ID: 23831 | Standort KG: Dorfgastein                              | Die Pfarrkirche in der Ortsmitte ist ein frühgotischer Bau mit einem im Kern eventuell noch romanischen Nordturm. An das zweijochige Langhaus mit Kreuzrippengewölbe schließt ein eingezogener Chor mit Fünfachtelschluss an. Der Hochaltar wurde 1948 aus alten Teilen zusammengesetzt; die Seitenaltäre entstanden 1669. Der Innenraum enthält auch etliche Schnitzwerke des 17. und 18. Jahrhunderts.                                                                     | BDA-Hist.: Q37910237 Status: § 2a Stand der BDA-Liste: 2025-06-30 Name: Kath. Pfarrkirche hll. Rupert und Virgil GstNr.: .1 Pfarrkirche Dorfgastein |
| ja   | Datei hochladen | Friedhof HERIS-ID: 27330 Objekt-ID: 23847                                 | Standort KG: Dorfgastein                              | Der Friedhof östlich der Pfarrkirche besteht seit dem Jahr 1623. Die Kapelle ist ein rechteckiger Bau mit Spitzbogenportal und steilem Satteldach. | BDA-Hist.: Q37910377 Status: § 2a Stand der BDA-Liste: 2025-06-30 Name: Friedhof GstNr.: 2 Friedhof Dorfgastein                                     |
| ja   | Datei hochladen | Annakapelle HERIS-ID: 27332 Objekt-ID: 23849                              | Dorfstraße 7, bei Standort KG: Dorfgastein            | Die Kapelle im nördlichen Ortsbereich ist ein rechteckiger Bau mit Holzschindeldach. | BDA-Hist.: Q37910390 Status: § 2a Stand der BDA-Liste: 2025-06-30 Name: Annakapelle GstNr.: 287/6 Annakapelle, Dorfgastein                          |
| ja   | Datei hochladen | Kilometer-/Meilenstein HERIS-ID: 27338 Objekt-ID: 23855                   | Standort KG: Dorfgastein                              | Der Meilenstein Nr. XI der alten Gasteiner Straße steht am nordwestlichen Ende des Römerplatzes. | BDA-Hist.: Q37910431 Status: § 2a Stand der BDA-Liste: 2025-06-30 Name: Kilometer-/Meilenstein GstNr.: 1223/2 Meilenstein Dorfgastein               |
| ja   | Datei hochladen | Burg Klammstein HERIS-ID: 27334 Objekt-ID: 23851                          | Klammstein 26 Burg Klammstein Standort KG: Klammstein | Die Burg wurde von den Sieghartinger Grafen errichtet, die seit dem 11. Jahrhundert im Besitz des Gebietes im Gasteiner Tals waren. Die älteste urkundliche Erwähnung stammt aus dem Jahr 1122. 1589 galt die Burg bereits als verlassen und verfallen. Die Ruine wurde im Jahr 1972 von den Österreichischen Bundesforsten aufgekauft, der Turm renoviert und Zubauten errichtet. In der Burg ist ein Museum eingerichtet, in dem die Geschichte der Burg präsentiert wird. | BDA-Hist.: Q15632061 Status: Bescheid Stand der BDA-Liste: 2025-06-30 Name: Burg Klammstein GstNr.: .138, 656/2 Burg Klammstein                     |
| ja   | Datei hochladen | Figuren HERIS-ID: 27344 Objekt-ID: 23861                                  | Standort KG: Klammstein                               | Die drei geschnitzten Figuren aus der ehemaligen „Klauskapelle auf der Paßhöhe in der Gasteiner Klamm“ stammen aus dem 18. bzw. 19. Jahrhundert und sind seit 1976 in der neu erbauten Klammkapelle (Sebastianikapelle) platziert. | BDA-Hist.: Q37910478 Status: § 2a Stand der BDA-Liste: 2025-06-30 Name: Figuren GstNr.: 1602/2 Klammkapelle, Dorfgastein                            |